# Хонкаваара, Юри
Юри Юха Илмари Хонкаваара (фин. Jyri Juha Ilmari Honkavaara; 16 января 1960 — 11 февраля 1997) — финский панк-рок-музыкант.
В 1977 году семнадцатилетний Хонкаваара основал в Пихтипудасе группу Ratsia. Через год коллектив распался, но Хонкаваара не оставлял попыток играть собственную музыку и создал новый коллектив, который репетировал в помещении школьной библиотеки. Весной 1979 года группа выпустила демо-плёнку Kloonattu Sukupolvi, записанную собственными силами. Альбом заинтересовал звукозаписывающие компании, и группа подписала полноценный контракт с лейблом Johanna.
Осенью 1977 года вышел первый сингл Ratsia «Lontoon Skidit», а вслед за ним и полноценный альбом Ratsia. Ключевую роль в успехе молодой группы играл именно Хонкаваара, который, несмотря на молодость, обладал сильным голосом и умел сочинять запоминающиеся песни. Помимо собственных композиций, он исполнил версии «Wasted Life» Stiff Little Fingers и «48 Hours» The Clash на финском языке, органично вписывающиеся в его остальное творчество.
Вслед за дебютной пластинкой группа решила выпустила ещё два альбома: Elämän Syke (1980) и Jäljet (1982). В конце 1982 группа распалась, и Юри Хонкаваара начал сольную деятельность. В 1983 году он выпустил сингл «Lejla». В середине 1980-х годов Хонкаваара входил в состав групп Hefty Load и Killer Poodles, а в 1990-е годы издал альбом и несколько синглов с группой The Innerspacemen.
В 1997 году Юри Хонкаваара умер у себя дома в Хельсинки.
В 2009 году была опубликована графическая новелла Паули Клиффа, одним из главных персонажей которой является Юри Хонкаваара. В 2014 году в Хельсинки была поставлена музыкальная пьеса «Полный жизни», посвящённая биографии Юри Хонкаваары.